# Letnja dugodnevica
Dugodnevica predstavlja najduži dan u godini i označava početak leta. Tada Sunčevi zraci padaju pod pravim uglom na severni povratnik (23° 26′ 22″ sgš) i pod najvećim uglom na severnu hemisferu. Dugodnevica ili letnji solsticij je u periodu 20-22. juna, što zavisi od kalendara.

## Uzrok i posledice
S obzirom na to da je Zemlja nagnuta u odnosu na Ekliptiku (zemljinu putanju oko sunca), Sunčevi zraci ne padaju tokom godine pod istim uglom na određenu tačku na zemljinoj površini. Iz tog razloga su posledice revolucije (Zemljinog kretanja oko Sunca): nejednako trajanje obdanice i noći u toku godine, smena godišnjih doba i toplotni pojasevi.

## Spoljašnje veze
- Table of dates/times from 1600–2400